# Марвен Бодрі
Марвен Бодрі (фр. Marvin Baudry, нар. 26 січня 1990, Реймс) — конголезький футболіст, захисник клубу «Зюлте-Варегем» та національної збірної Республіки Конго.

## Клубна кар'єра
Вихованець «Реймса», але у дорослому футболі дебютував 2008 року виступами за дублюючу команду клубу «Ам'єн», в якій провів п'ять сезонів. З 2012 року став залучатись до матчів першої команди «Ам'єна» і з сезону 2013/14 став основним гравцем. Відіграв за команду з Ам'єна наступні два сезони своєї ігрової кар'єри. Більшість часу, проведеного у складі «Ам'єна», був основним гравцем захисту команди.
7 червня 2015 року Бодрі підписав дворічний контракт з бельгійським клубом «Зюлте-Варегем». У його складі у 2017 році виграв Кубок Бельгії. Станом на 16 липня 2018 року відіграв за команду з Варегема 99 матчів в національному чемпіонаті.

## Виступи за збірну
17 травня 2014 року дебютував в офіційних матчах у складі національної збірної Республіки Конго в грі проти Намібії (0:1).
У складі збірної був учасником Кубка африканських націй 2015 року в Екваторіальній Гвінеї, на якому зіграв у всіх чотирьох матчах, а його збірна вилетіла у чвертьфіналі.

## Досягнення
- Володар Кубка Бельгії: 2016/17